# 野性中国
野性中国是一家致力于记录和保护中国正在消失的自然区域和野生动植物的民间机构。
2001年长期致力于野生动物摄影和保护的摄影人奚志农及其夫人史立红共同提议创办一家以野生动物和自然摄影为主要活动内容，致力于推动中国自然环境保护和野生动物保育的机构，2005年野性中国开始实际运作。目前该机构有野性中国工作室和中国野生动物摄影训练营两大组块，设有影像部、设计部、培训部、图片库、推广部和基金部等机构。野性中国的宗旨是抢救性地记录中国的濒危物种和自然环境的变迁，提高公众和政府的自然保护意识，推动中国自然历史题材影像的发展，口号是用影像保护自然。位于北京动物园内。

## 友好组织
- 香港爱护动物协会